# 吴学良
吴学良，1970年生于河北滦南。河北省美术家协会会员，现供职河北滦南文化馆，曾入选第九届全国美展。作品发表于多家国家、省级报刊杂志。多篇美术评论文章发表于《中国书画报》、《书法报》等国内专业刊物。[1] 其自幼喜欢绘画，后有幸考取河北承德民族师专美术专业，1993年开始至今从事群文美术工作，于国画，漫画多有涉猎。
国画《古今多少事，只在谈笑间》荣获金奖，并在中国革命历史博物馆展出。[2] 漫画《松鼠牌油画笔》入选第九届全国美展。[3]
参考资料：
[1]王展 ．中国画名家小品集珍 ．北京 ：中国文联出版社 ，2003 ：149
[2]本报讯.吴学良国画获金奖[N]. 河北日报，1998-2-6（3）
[3]吴学良.我的漫画世界[N]. 唐山劳动日报，2012-12-21（8）